# Tethystola obliqua
Tethystola obliqua là một loài bọ cánh cứng trong họ Cerambycidae.